# Sediario

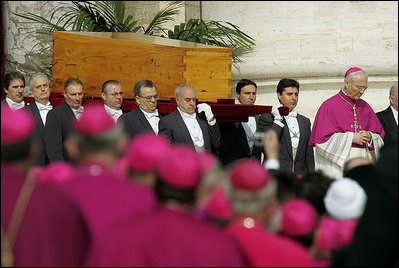
Sediari tragen 2005 den Sarg von Johannes Paul II.

Als Sediario (auch: Sediario pontificio, Mehrzahl: Sediari pontifici) bezeichnete man ein Mitglied des päpstlichen Hofes, dessen sichtbarste Aufgabe darin bestand, die große Thronsänfte des Papstes (Sedia gestatoria) sowie die kleinere Sedes minor zu tragen. Für die Sedia gestatoria wurden zwölf Träger benötigt, die Sedes minor wurde von nur acht Sediari getragen. Da die Tragesänften seit den späten Jahren des Pontifikats Papst Pauls VI. nur noch sehr selten benutzt wurden – z. B. bei Generalaudienzen, um den Menschen einen besseren Blick auf den Papst zu ermöglichen – und seit Papst Johannes Paul II. keine Verwendung mehr finden, beschränken sich die Aufgaben der Sediari heute auf Dienste in der Anticamera Pontificia im Apostolischen Palast. Außerdem begleiten sie den Papst zu den öffentlichen Audienzen und sind Teil der Eskorte der Personen, die in Audienzen empfangen werden. Beim Begräbnis eines Papstes tragen sie dessen Sarg. Der wegen der Gebrechlichkeit Johannes Pauls II. verwendete fahrbare Stuhl wurde ebenfalls von den Sediari manövriert.
Die Sediari sind bis heute in einem eigenen Kollegium zusammengefasst, deren Leiter als Decano di Sala bezeichnet wird. Bis 1971 trugen die Sediari purpurne Gewänder aus Damast. Heute tragen sie einen grauen, bis zu den Knien reichenden Anzug.